# 田切駅
田切駅（たぎりえき）は、長野県上伊那郡飯島町田切にある、東海旅客鉄道（JR東海）飯田線の駅である。

## 歴史
- 1918年（大正7年）2月11日：伊那電車軌道（1919年に伊那電気鉄道へ改称）伊那福岡終点 - 飯島間延伸時に田切停留場として開業[1][3]。旅客駅[2]。
- 1943年（昭和18年）8月1日：伊那電気鉄道線が飯田線の一部として国有化され、鉄道省（後の日本国有鉄道）が継承[2][4]。同時に田切駅に昇格[2]。
  - 当時は、東海道本線浜松 - 名古屋間の各駅や飯田線の各駅、中央本線上諏訪 - 塩尻間の各駅、松本駅を発着する旅客のみ利用出来た[2]。
- 1954年（昭和29年）12月1日：東京都区内の各駅や長野駅を発着する旅客も利用可能となる[2]。
- 1970年（昭和45年）2月1日：旅客発着駅制限廃止[2][5]。無人駅化[6]。
- 1984年（昭和59年）6月1日：現在地に移転[1]。
- 1987年（昭和62年）4月1日：国鉄分割民営化に伴い、JR東海の駅となる[2][7]。
- 1998年（平成10年）5月30日：現待合室完成。

## 駅構造
単式ホーム1面1線を有する高架駅で、築堤上にある。伊那市駅管理の無人駅で、駅舎は無いがホーム上に待合所がある。
かつては現在よりも150mほど北側の地上にあったが、急カーブの途中にあり車掌の安全確認が困難だったため、1984年（昭和59年）6月1日に移転した。旧駅には駅舎もあり、駅舎跡には記念碑が建てられている。なお、旧駅のホーム上にあった保線用列車監視ヤグラが、旧ホームが撤去された現在でも残っている。

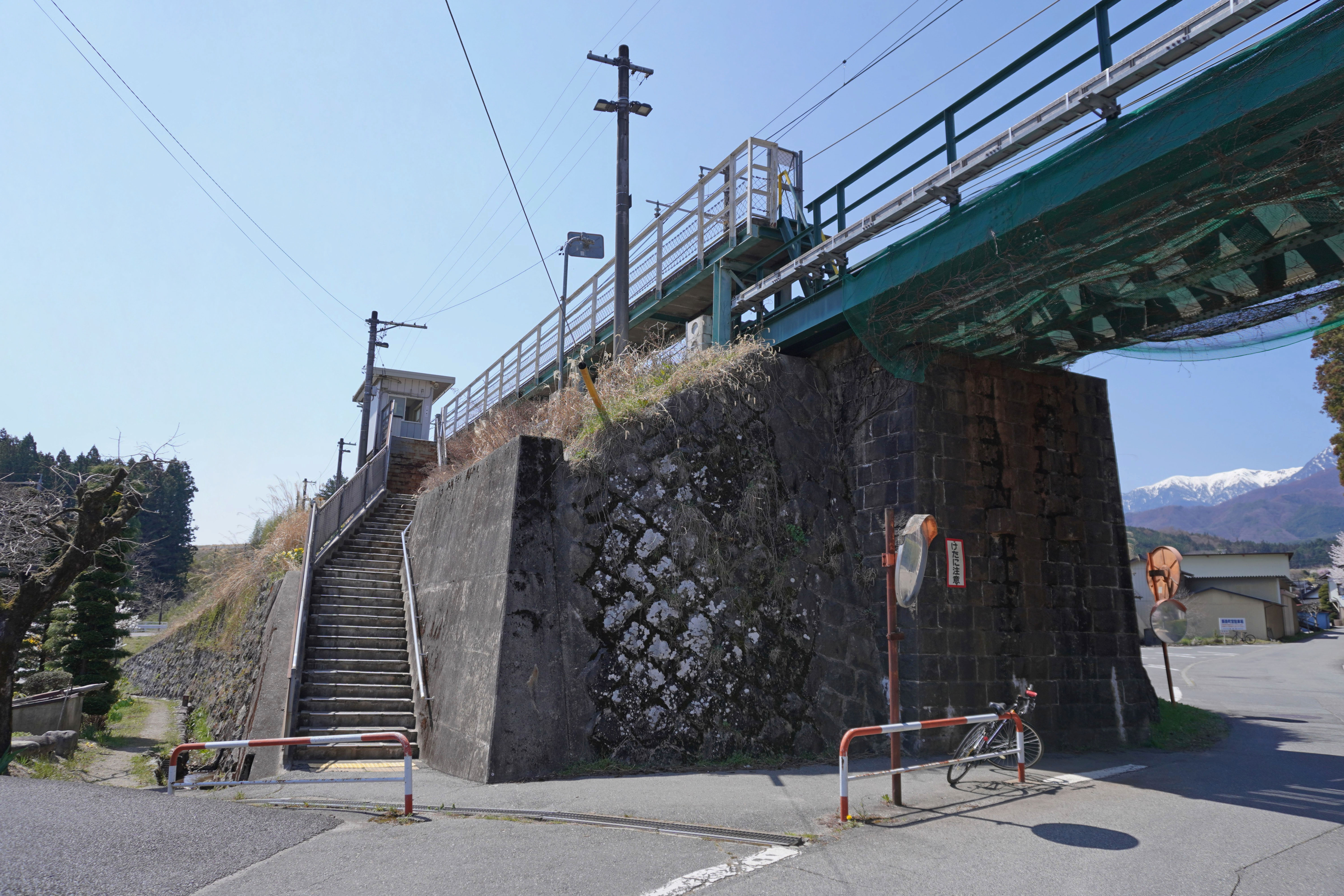
駅出入口（2023年4月）

## 利用状況
「長野県統計書」によると、1日平均乗車人員は以下の通り。
- 2007年度 - 53人[1]
- 2009年度 - 52人[1]
- 2010年度 - 51人
- 2011年度 - 46人
- 2012年度 - 43人
- 2013年度 - 38人
- 2014年度 - 33人
- 2015年度 - 32人
- 2016年度 - 38人[8]
- 2017年度 - 40人[9]
- 2018年度 - 48人[10]

## 駅周辺
- 国道153号
- 聖徳寺
- 関の地蔵尊
- 道の駅田切の里
- 飯島町田切の孔子廟 - 当駅より徒歩5分

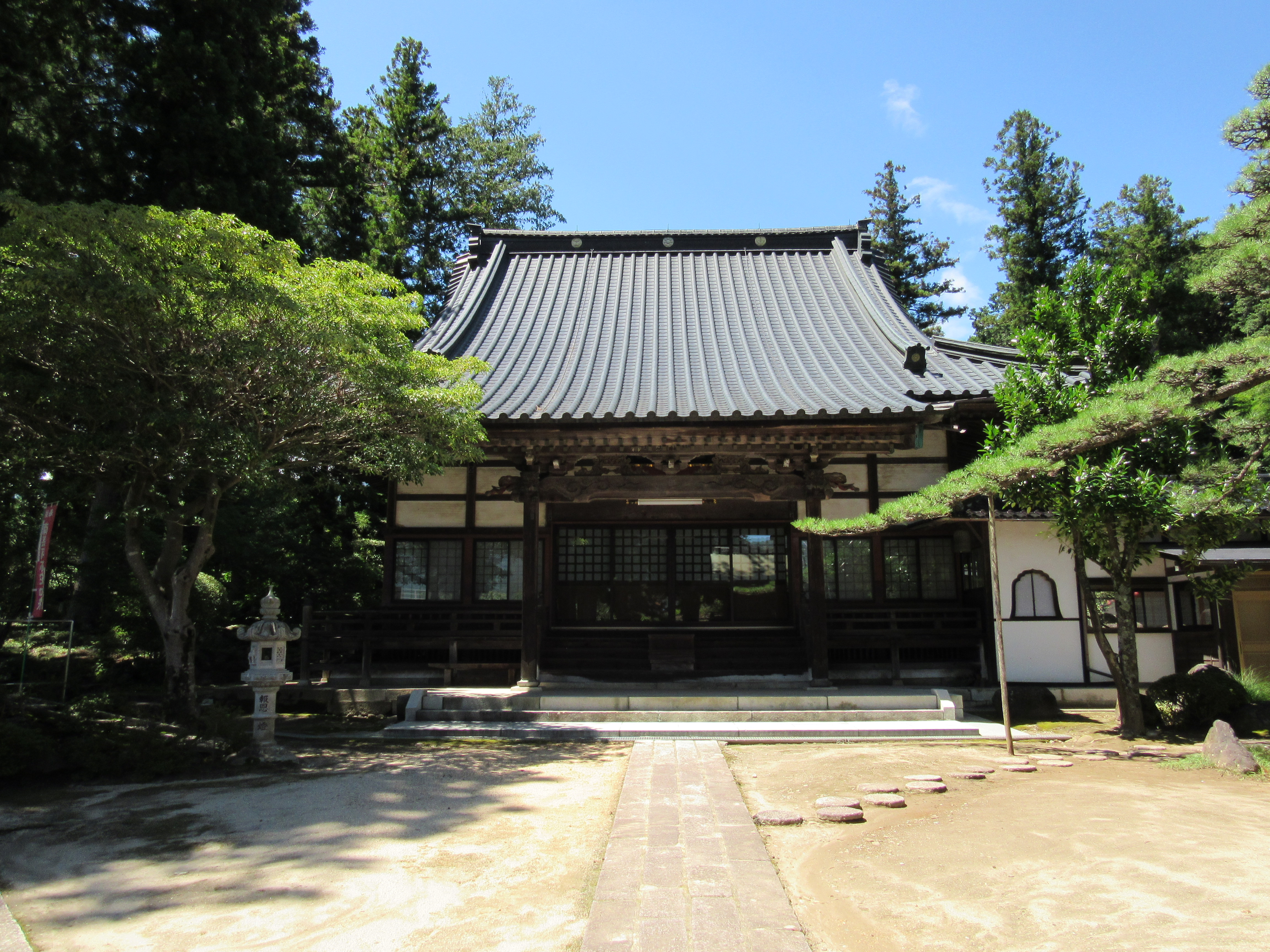
聖徳寺（飯島町）

- 伊那福岡駅側の中田切川の鉄橋周辺に、鉄道撮影の名所として知られている「Ωカーブ」がある[1]。

## バス路線
飯島町いいちゃんバス
- 「地域線（北部地域、東方面）」飯島駅〜田切駅経由〜中央道バス停留所・上山交差点（1日4往復：事前予約型デマンド式コミュニティーバス）

## その他

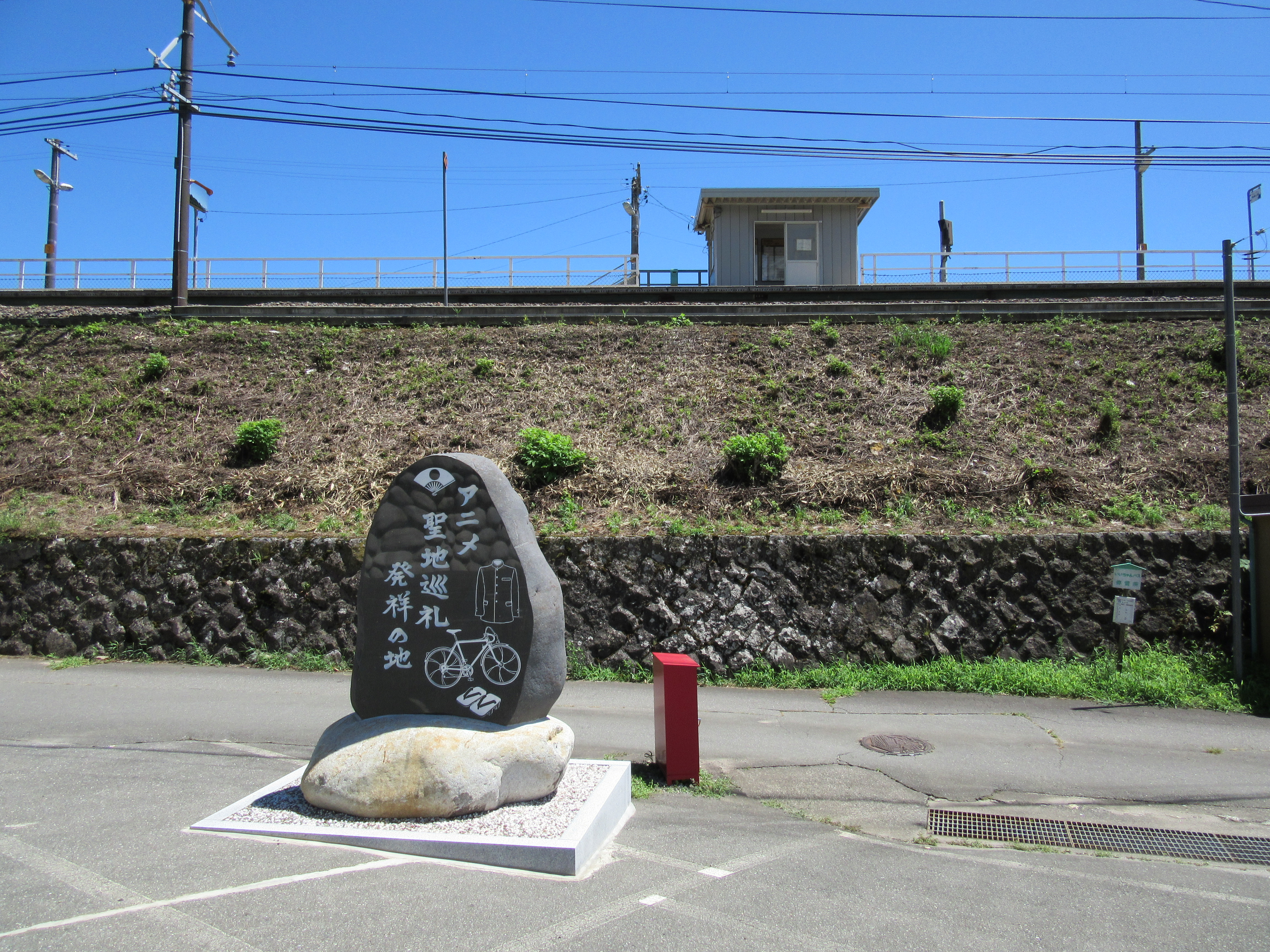
田切駅と聖地巡礼発祥碑

### 田切ネットワーク
漫画『究極超人あ〜る』の1991年（平成3年）に公開されたOVAは飯田線を舞台にしており、当駅も登場している。公開直後からファンが当駅を訪問するようになったが、同時に待合室内等の落書きが多発した。
そのため1993年（平成5年）に結成された田切ネットワークにより、2022年（令和4年）現在に至るまでに待合室・駅周辺の定期的な清掃活動が行われている。
落書きを解消すべくノートと駅スタンプを設置したり、JR東海がイベント用に保有していたクモハ12041号電車やユーロライナーを使用した貸切列車イベントも開催され、これらの列車ではOVA作中の「電車と競争」を実際に体験することも出来た。
2012年（平成24年）からは同作にちなんで当駅 - 伊那市駅間を自転車で走行するイベント
も開催されている。
また、2012年には伊那市駅開業100周年を記念したイベント（「飯田線マニアックス」および「伊那電伊那まつり巡行」）の監修も行った。
その後、アニメのゆかりの地を訪問する「聖地巡礼」の「発祥の地」を示す碑が2018年（平成30年）7月28日に同駅に隣接する聖徳寺の駐車場に建立されている。
現在も多くのファンが訪れて、駅待合室に置かれたノートに書込みをしている。

## 隣の駅
東海旅客鉄道（JR東海）
CD 飯田線
■快速「みすず」
通過
■普通
飯島駅 - 田切駅 - 伊那福岡駅
※国有化以前は飯島駅 - 当駅間に伊那赤坂停留場が存在した。